# Гонг (предаване)
Вижте пояснителната страница за други значения на Гонг.
Спортно шоу „Гонг“ e българско спортно радиопредаване, стартирало през 1993 година по Дарик Радио. Съществува и до днес по частната национална медия.
През различни периоди от съществуването си шоуто е имало най-различен формат. В периода 28 юли 2003 г. - 7 декември 2006 г. екипът на предаването, начело с Томислав Русев, работи в спортното радио „Гонг“. Шоуто представя на аудиторията най-значимите футболни и спортни събития в България и по света.

## Известни водещи
- Томислав Русев
- Ирина Русева
- Валентин Грънчаров
- Николай Александров (гл. редактор на сайта)
- Светослав Табаков